# Samokov
Samokov (búlgaro: Самоков) é uma cidade  da Bulgária localizada no distrito de Sofia.

## População
| Samokov | Samokov | Samokov | Samokov | Samokov | Samokov | Samokov | Samokov | Samokov | Samokov | Samokov | Samokov | Samokov | Samokov | Samokov | Samokov | Samokov | Samokov | Samokov | Samokov |
| --- | ------- | ------- | ------- | ------- | ------- | ------- | ------- | ------- | ------- | ------- | ------- | ------- | ------- | ------- | ------- | ------- | ------- | ------- | ------- |
| Ano | 1887    | 1910    | 1934    | 1946    | 1956    | 1965    | 1975    | 1985    | 1992    | 2001    | 2002    | 2003    | 2004    | 2005    | 2006    | 2007    | 2008    | 2009    | 2010    |
| População |         |         |         | 13,218  | 16,748  | 21,611  | 25,756  | 28,602  | 28,608  | 27,546  | 27,506  | 27,242  | 26,836  | 26,576  | 26,413  | 26,419  | 26,274  | 26,245  | 26,196  |
| Fontes: Instituto Nacional de Estatísticas, „citypopulation.de“, „pop-stat.mashke.org“, Bulgarian Academy of Sciences |         |         |         |         |         |         |         |         |         |         |         |         |         |         |         |         |         |         |         |